# Diana Sands
Diana Patricia Sands (22 de agosto de 1934 – 21 de septiembre de 1973) fue una actriz estadounidense, quizás más conocida por su interpretación de Beneatha Younger, la hermana del personaje de Sidney Poitier, Walter, en las versiones originales teatral y cinematográfica de la obra de Lorraine Hansberry A Raisin in the Sun (1959).
Sands también apareció en varias series dramáticas de televisión en las décadas de 1960 y 1970, como la Dra. Julia Harrison en el episodio de 1964 de Outer Limits "The Mice", la serie de 1965-1968 I Spy, como Davala Unawa en el episodio de 1967 de The Fugitive "Dossier on a Diplomat", y la serie de 1968 Julia. Sands también protagonizó la película de 1963 An Affair of the Skin como la narradora y fotógrafa, Janice. Fue nominada dos veces al premio Tony y dos veces al premio Emmy.

## Biografía

### Primeros años y educación
Diana Patricia Sands nació el 22 de agosto de 1934 en el Bronx, Nueva York. Era hija de Rudolph Sands, carpintero bahameño, y de Shirley (de soltera Thomas), una sombrerera. Tras asistir a la escuela primaria en Elmsford, Nueva York, se matriculó en 1949 en la Music & Art High School (ahora conocida como Fiorello H. LaGuardia High School), donde fue compañera de Diahann Carroll y Billy Dee Williams. Allí, Sands obtuvo su primer papel en una producción escolar de Major Barbara, de George Bernard Shaw. Tras graduarse en 1953, comenzó su carrera profesional como bailarina en un carnaval ambulante.

### Carrera

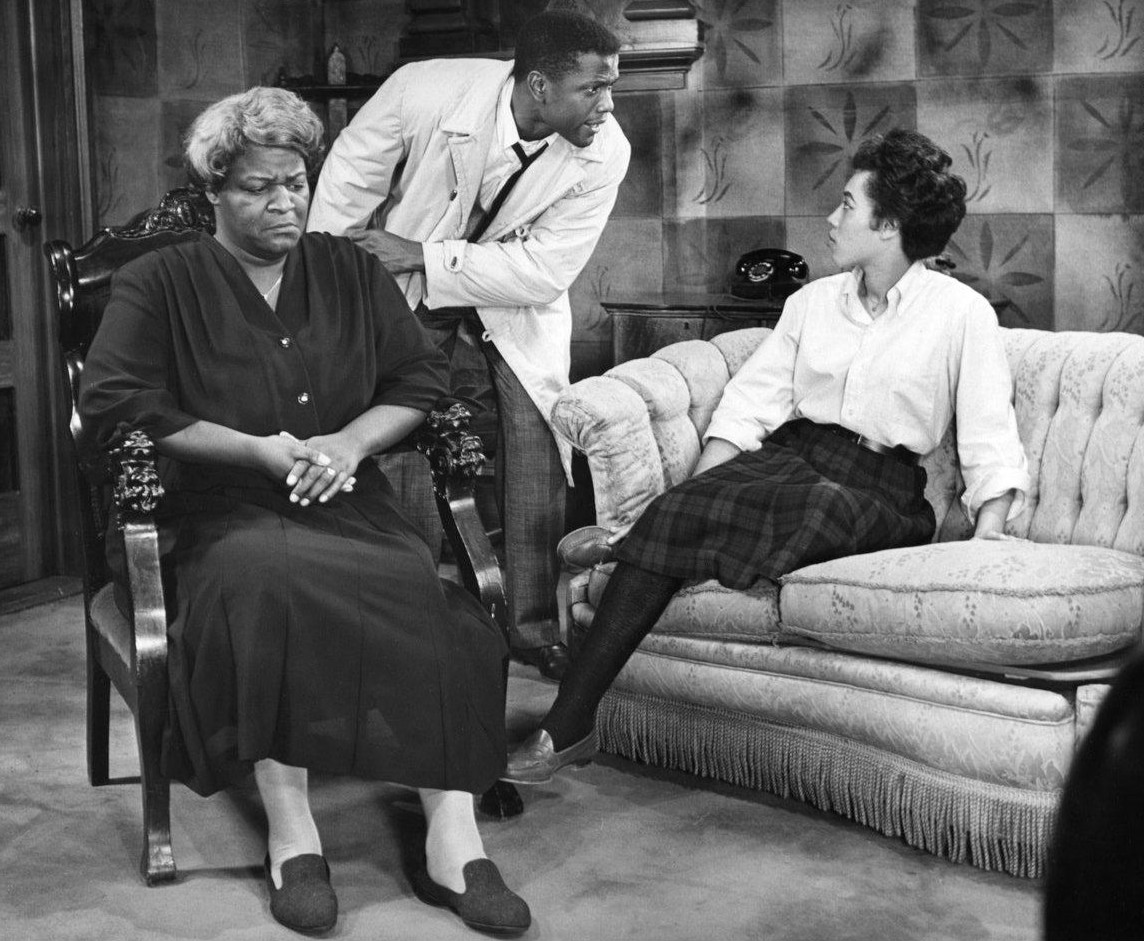
como Beneatha Younger con Claudia McNeil y Sidney Poitier en la versión de Broadway de A Raisin in the Sun, 1959.

En 1959, Sands consiguió el papel de Beneatha Younger en la producción de Broadway de A Raisin in the Sun, de Lorraine Hansberry. Dos años más tarde, actuó junto a Claudia McNeil, Sidney Poitier y Ruby Dee en la versión cinematográfica de la obra. Más tarde, Sands se convirtió en miembro del Actors Studio.
En 1964, participó en la primera producción de Blues for Mister Charlie, de James Baldwin; su actuación fue considerada uno de los mejores momentos del espectáculo. Ese mismo año, protagonizó junto a Alan Alda la producción original de Broadway de The Owl and the Pussycat, que le valió una nominación al premio Tony a la mejor actriz protagonista. La obra se representó durante un año, tras lo cual pasó gran parte de 1966 protagonizando la producción londinense de la obra, esta vez junto a Anton Rodgers.
En 1970, Sands coprotagonizó la película The Landlord, y posteriormente apareció en Doctors' Wives y Georgia, Georgia. Durante este tiempo, Sands conoció al músico Bob Dylan, quien, en sus memorias, la llamó "una actriz electrizante de la que podría haber estado secretamente enamorado." Durante el otoño de 1972, Sands rodó Honeybaby, Honeybaby en Beirut, Líbano, coprotagonizada por Calvin Lockhart. Según Lockhart, Sands fue a un hospital local durante el rodaje, sabiendo que ya estaba gravemente enferma. También en 1972, Sands fue contratada para proporcionar una pista para el álbum Original New York Cast de Free to Be... You and Me. Sin embargo, había fallecido cuando comenzó la producción de ABC Afterschool Special, y no se utilizó la pista vocal que había grabado previamente.
A principios de 1973, Sands apareció en Willie Dynamite, una película blaxploitation coprotagonizada por Roscoe Orman. A finales de agosto, comenzó a rodar Claudine junto a James Earl Jones en el barrio neoyorquino de Harlem. Según artículos publicados en Jet en octubre de 1973, Sands sufrió un colapso a la semana de comenzar el rodaje y fue trasladada a un hospital local a principios de septiembre. Durante la intervención quirúrgica, los médicos descubrieron un tumor canceroso en el abdomen de Sands, que fue diagnosticado como cáncer de páncreas. Debido a su grave enfermedad, Sands no pudo continuar y sugirió que su amiga de toda la vida Diahann Carroll la sustituyera; los productores de la película estuvieron de acuerdo y contrataron a Carroll.

## Vida personal
Sands estuvo casada una vez y no tuvo hijos. Desde octubre de 1964 hasta 1966 estuvo casada con el artista suizo Lucien Happersberger. En el momento de su muerte, Sands estaba prometida con Kurt Baker, que era ayudante de dirección de cine.

## Muerte
El 21 de septiembre de 1973, Sands falleció de leiomiosarcoma en el Memorial Sloan-Kettering Hospital de Nueva York, a la edad de 39 años. La misa funeral de Sands se celebró el 5 de octubre de 1973 en la St. Catherine of Siena Church de Manhattan, Nueva York. Posteriormente, fue enterrada en el cementerio y mausoleo Ferncliff de Hartsdale, Nueva York.

## Legado
En 1976, la Junior High School 147, situada en el Bronx, Nueva York, fue bautizada en honor de Sands.

## Créditos seleccionados

### Teatro
| Año  | Producción                  | Papel            | Teatro(s)                               | Notas                                                         |
| ---- | --------------------------- | ---------------- | --------------------------------------- | ------------------------------------------------------------- |
| 1969 | The Gingham Dog             |                  | John Golden Theatre                     |                                                               |
| 1968 | Saint Joan                  | Joan             | Vivian Beaumont Theater                 |                                                               |
| 1968 | Tiger at the Gates          | Cassandra        | Vivian Beaumont Theater                 |                                                               |
| 1968 | We Bombed in New Haven      | Ruth             | Ambassador Theatre                      |                                                               |
| 1965 | The Premise                 |                  | The Premise                             | Teatro de improvisación con material de los intérpretes.      |
| 1964 | Blues for Mister Charlie    | Juanita          | ANTA Playhouse                          | nominación al premio Tony, Mejor Actriz principal en una obra |
| 1964 | The Owl and the Pussycat    | Doris W.         | ANTA Playhouse Royale Theatre           | nominación al premio Tony, Mejor Actriz en una obra           |
| 1963 | The Living Premise          |                  |                                         | premio Obie, Distinguished Performance                        |
| 1962 | Tiger, Tiger Burning Bright | Adelaide Smith   | Booth Theatre                           | Theatre World Award                                           |
| 1959 | A Raisin in the Sun         | Beneatha Younger | Ethel Barrymore Theatre Belasco Theatre | Outer Critics Circle Award, Best Drama Performance            |

## Filmografía parcial

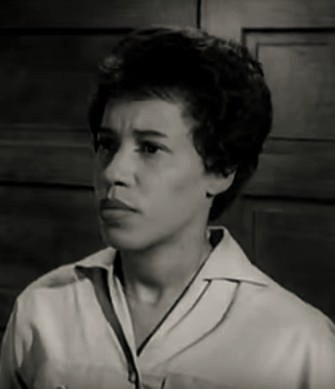
Sands en el traíler de A Raisin in the Sun (1961)

- Caribbean Gold (1952) - mujer nativa (sin acreditar)
- Four Boys and a Gun (1957) - (sin acreditar)
- A Face in the Crowd (1957) - mujer negra vagabunda (uncredited)
- Carib Gold (1957)
- Odds Against Tomorrow (1959) - azafata de club (uncredited)
- A Raisin in the Sun (1961) - Beneatha Younger
- An Affair of the Skin (1963) - Janice
- Ensign Pulver (1964) - Mila
- The Landlord (1970) - Fanny
- Doctors' Wives (1971) - Helen Straughn
- Georgia, Georgia (1972) - Georgia Martin
- Willie Dynamite (1974) - Cora
- Honeybaby, Honeybaby (1974) - Laura Lewis (último papel cinematográfico)